# La fine della notte (film 1982)
La fine della notte (titolo originale: Sfârșitul nopții) è un film del 1982 diretto da Mircea Veroiu.

## Trama
Un giovane procuratore si impegna (al di là delle sue mansioni professionali) in un'indagine personale per determinare i dettagli di un incidente stradale e per dimostrare l'innocenza di un conducente del tram accusato di aver causato la morte di un pedone.